# Stereoscope
Stereoscope foi uma banda de rock brasileiro formado em meados de 2002, em Belém - Pará, com influências da música da década de 1960 (The Who, The Beatles, Jovem Guarda) e música brasileira. Teve como integrantes Marcelo Nazareth (guitarra e voz), Jack Nilson (guitarra e voz), Ricardo Maradei (baixo e voz), Ulysses Moreira (bateria, 2004-2006) e Daniel Pinheiro (bateria, 2006/2012). A banda lançou três discos: Rádio 2000, publicado de forma independente em 2003, em parceria com o selo Na Music; O Grande Passeio do StereoScope (Senhor F Discos - 2006); e Conjunto de Rock (Senhor F Discos - 2010). Encerrou as atividades em 2012. 
Rádio 2000 é um álbum conceito, apresentando músicas simples mas muito inovadoras. Elas conseguem ser extremamente complexas ao mesmo tempo que simples, expressando a melancolia, a alegria, a luminosidade e a tenebrosidade do dia-a-dia na cidade.
Track lists:
Rádio 2000:
1-Cherole                  
2-Barbarella (Lilian IV)  
3-Um dia só
4-Depois da Chuva
5-Eu Envelheço
6-Felicidade Azul 
7-Uma vez, na Vida
8-Antonella
9-A Lira
10-Rádio 2000  
11-Antigos Carnavais (Boas Festas)
Track lists:
O Grande Passeio do StereoScope 
1- O grande passeio ou este lado da vida
2- A garota de ninguém 
3- Anche se Sia de notte
4- A velha marmota
5- O super sabor do chocolate
6- Figadal II
7- O pequeno super-herói 
8- Novembro
9- O que você tem
10- A valsa
11- Maria doze anos
12- Ela acorda cedo
13- Infelizmente
14- Assunto para um domingo
15- Surf das possibilidades